# Кьюбитт, Роланд, 3-й барон Эшкомб
Роланд Кьюбитт (англ. Roland Cubitt; 26 января 1899 — 28 октября 1962, Доркинг, Суррей, Великобритания) — британский аристократ, 3-й барон Эшкомб с 1947 года. Дед королевы Камиллы, жены Карла III.

## Биография
Роланд Кьюбитт родился в 1899 году в семье Генри Кьюбитта (с 1917 года 2-го барона Эшкомба) и его жены Мод Калверт. Он был четвёртым сыном, но его старшие братья, Генри, Алик и Уильям, погибли на фронтах Первой мировой войны, так что 24 марта 1918 года Роланд стал наследником семейного состояния и баронского титула. Он учился в Итонском колледже и Королевском военном училище в Сандхёрсте, некоторое время служил в Колдстримской гвардии в чине лейтенанта. В 1940 году Кьюбитт занял должность заместителя лорда-лейтенанта Суррея. После смерти отца в 1947 году он унаследовал семейные владения и занял место в Палате лордов как 3-й барон Эшкомб.
16 ноября 1920 года Кьюбитт женился на Соне Розмари Кеппел, дочери Джорджа Кеппела и Элис Эдмонстоун. В этом браке родились:
- Розалинд Мод (1921—1994), жена Брюса Шанда, мать Камиллы, жены короля Карла III, и писателя Марка Шанда[1];
- Генри Эдуард (1924—2013), 4-й барон Эшкомб[1];
- Джереми Джон (1927—1958)[4].

В 1947 году супруги развелись. В 1959 году Кьюбитт женился во второй раз, на Джейн Бейлис. Этот брак остался бездетным, барон умер в 1962 году в Доркинге (Суррей).